# Aleksander Nikolajevič Skrjabin
Aleksander Nikolajevič Skrjabin (rusko Алекса́ндр Никола́евич Скря́бинь), ruski skladatelj, filozof in pianist, * 6. januar 1872 (25. december 1871, ruski koledar), Moskva, Rusija, † 27. april 1915, Moskva.

## Življenje
Skrjabin zavzema zelo svojevrstno mesto ne samo v ruski, ampak tudi v evropski glasbi nasploh. S svojim glasbenim stilom je izšel iz kroga ruske peterke in zašel globoko v mednarodni impresionizem. Njegova glasba je, če izvzamemo začetna klavirska dela, težko dostopna tako izvajalcu kot širšemu krogu poslušalcev. Prvega ovira ogromna in popolnoma nevajena tehnična zahtevnost, druge pa transcendentalna, umsko prežeta vsebina, ki je skoraj ni mogoče doumeti brez filozofskega komentarja. Skrjabin je tako in bo verjetno še dolgo bolj občudovan kot ljubljen, njegova glasba pa prej obravnavana kot doživljana. V kratkih 25 ustvarjalnih letih je napravil v kompozicijskem pogledu dolgo pot.
Rojen je bil v premožni družini in njegova prva glasbena javljanja so potekala iz sentimentalnega vzdušja salonske glasbe, kateri je kot vzornik sicer služil Frederic Chopin. Vendar pa je bilo muziciranje v boržujskih krogih ceneno in vsakdanje. Prve skladbe je napisal pri šestih letih. Prav tako je gojil tudi druge ustvarjalne talente; pisal je pesmi, insceniral Gogoljev Nos in napisal tragedijo v petih dejanjih. Dečkov talent je opazil skladatelj Anton Rubinstein, ki je v močno vplival na formiranje njegove umetniške osebnosti. Čeprav je moral Aleksander po družinski tradiciji v sedemletno vojaško šolo, se ni prenehal posvečati glasbi. Njegovi nadaljnji učitelji so bili: Aleksander Sergejevič Tanejev, Anton Arenski (kompozicija in harmonija), Vasilij Iljič Safonov, Georgi Konjus, Nikolaj Zverjev (klavir), vendar so njegovi muzikalni ideali ostali veliko višje. Večnemu idealu, ki ga je imel v Chopinu, se je pridružil Mozart, katerega je častil kot božanstvo (»Ti, Mozart, si bog, a sam tega ne veš! Jaz vem, jaz ...« so Skrjabinove besede ob Mozartovi glasbi) in enako velik vpliv sta nanj naredila Franz Liszt in Richard Wagner. 
Sčasoma je Skrjabin vedno bolj odtujeval ruski nacionalni komponistični smeri, kamor je sodila mogočna peterica skladateljev Rimskega-Korsakova, Borodina, Kjuja, Balakireva in Mussorgskega in ki je takrat veljala kot edina pravilna. Folklorna glasba ga ni zanimala, njegovi cilji so bili že od vsega začetka višji in obsežnejši. Ni se zadovoljil le s slavo prireditelja narodnih pesmi, odnosno osnovatelja nacionalne ruske smeri v glasbi. V tem pogledu je bil samorastnik in podoben Čajkovskemu, čeprav je ta pogosto uporabljal vsaj napeve, ki so spominjali na narodne popevke. Za Skrjabina je bilo to nevredno početje; njegova filozofska načelnost mu ni dovoljevala, da bi se ukvarjal s stvarmi, ki bi bile pod gladino tistega, kar je spoznal kot pravilno. V tem pogledu je Skrjabin najbolj dosledno izglajen lik v ruski, pa tudi v svetovni glasbi, kajti njegovo stališče ne pozna kompromisov.
Skrjabin je bil vse življenje bolehen in je bil označen kot hipohonder, umrl pa je zaradi zastrupitve krvi. 
Bil je stric kasnejšega ruskega politika Vladimirja Molotova, ki je v svetu znan po koktajlu Molotova.

## Skrjabin kot pianist
Najprej se je uveljavil kot pianist, šele nato kot skladatelj. Podobno kot Chopin, Skrjabin ni bil tip pianističnega virtuoza, ampak rafiniranega klavirskega pesnika z občutkom za tonsko barvitost. Leta 1897 se je oženil s pianistko Vero Ivanovno Isakovič, interpretatorico njegove glasbe. Leta 1898 sta zakonca priredila v Parizu koncert njegovih del in leto kasneje je bil Skrjabinov ustvarjalni vzpon obeležen s prvo izvedbo njegovega klavirskega koncerta v Odesi. Isto leto je postal profesor klavirja na moskovskem konservatoriju. Kot pedagog je bil zelo inventiven in priljubljen, vendar se je polagoma otresel spon profesure, dobil je častno pokojnino, ki mu je omogočila potovanja v inozemstvo. Potoval je po Švici, Beneluksu, Franciji, Angliji in ZDA, kjer se je kot pianist večinoma predstavljal s svojim klavirskim koncertom. Njegov klavirski opus je obsežen: 10 sonat, preludiji, etude, poemi, impromptuji, nocturni, mazurke, valčki in druge skladbe. Od 74 številčno označenih opusov je 68 klavirskih in 6 simfoničnih del.

## Simfonična glasba
Z izjemama klavirskega koncerta (v fis-molu, op. 20) iz leta 1897 in manj znane fantazije za klavir in orkester v a-molu (1899), se je šele koncem leta 1899 Skrjabin odmaknil od solističnih klavirskih kompozicij in se posvetil tudi velikemu orkestru. Najprej v manj obsežni »ljadovski« simfonični sliki »Misli«, kateri je leto kasneje sledila prva simfonija (E-dur, op. 26), ki jo sestavlja 6 stavkov. 
 
V zimi med letoma 1901 in 1902 je končal »wagnerjansko«, simfonijo št.2, (c-mol, op. 29) nato se je lotil komponiranja prvega dela trilogije, k »Božanstveni pesnitvi«. Ta skladba, označena tudi kot simfonija št.3 (c-mol, op. 43), kaže mnoge karakteristike poznejšega Skrjabina, ki se izkristalizirajo v »Poemu Ekstaze« (op. 54), drugem delu trilogije, (napisanem v letih 1905-1907). Tu je skladatelj vsa nova, doslej neslutena zvokovna, barvna in harmonska sredstva uporabil za ponazoritev naslova in istoimenske literarne predloge, ki je delu dodana. (Pesem »Poem Ekstaze« je napisal sam in jo izdal v samozaložbi, v Lausanni leta 1907.) 
Skladba se nanaša popolnoma na pesnitev in je z njo ilustrativno in invencijsko povezana, čeprav jo je mogoče tudi ločeno dojemati in razumeti. Od tega časa dalje je Skrjabin smatral, da ni samo glasbenik, ampak tudi pesnik, še več, mislec, ustvarjalec nove religije in vodnik človeštva. V tretjem delu simfoničnega cikla, v »Prometeju« ali z drugim imenom »Poem Ognja« (za orkester, klavir, orgle, svetleči klavir in zbor, op. 60), je skušal z novimi izraznimi sredstvi pričarati predstavo ognja. 
Skrjabin se je posluževal tudi novih instrumentalnih in barvnih, sinestetičnih efektov. V tej simfonični skladbi je zasnoval svetleči klavir, ki je oddajal poleg zvoka tudi žarke, barvne snope, ki so spremljali in barvno interpretirali določene akorde, kjer je skušal z novimi izraznimi sredstvi pričarati predstavo ognja. Skrjabina je tudi nasploh mikal prikaz ognjenih predstav; v klavirskih skladbah lahko najdemo naslove »Vers la flamme«, »Flammes sombres« in tako dalje. 
V »Prometeju« se pogosto pojavlja vertikalna harmonska struktura, ki je zaradi svoje posebnosti dobila ime Prometejev »Mistični akord«, z zaporedjem tonov: c - fis - b - e1 - a1 - d2 .

## Skrjabin kot filozof
Zunanja življenjska pot tega skladatelja ni bila prav posebno razgibana, njegovo duševno življenje pa je bilo polno zapletov. Skrjabin se je veliko ukvarjal s filozofijo, pa čeprav amatersko in diletantsko. To njegovo filozofsko razumevanje sveta, pod vplivom Platona in Hegla, je imelo izrazito idealistično obeležje. Sanjal je o nekakšni etični sili glasbe, ki naj bi bila zmožna preroditi človeštvo in ga oplemenititi. Pri tem se ni bal pretiravanja, h kateremu ga je gnala po eni strani vedoželjnost, po drugi pa prenapeta samozavest. Tako je prišel do presenetljivih in slabo prepričljivih filozofskih zaključkov, ki jih je do neke mere objavil v svojih zapiskih in v katerih je povzdignil svoj »jaz« preko zemeljskih meja v božanstvo. V tem poveličevanju samega sebe je glavna karakteristika njegove filozofske usmerjenosti. Lahko uganemo, da se je v teh individualizmih in subjektivizmih naslanjal na Nietzscheja, sicer pa tudi na teozofijo in ruski simbolizem.
Njegova glasba naj bi, po njegovi zamisli, služila njegovim filozofskim in reformatorskim stremljenjem in jim pomagala k udejstvitvi. Prezrl je, da je njegov muzikalni talent veliko močnejši in samoniklejši od njegovega modrovanja in tako se je zgodilo, da so nam njegova zveličavna stremljenja že zdavnaj neznana in nepomembna, medtem, ko je njegova glasba dokaz velike glasbene nadarjenosti, ki jo je njegovo obsežno znanje in zmožnost pronicanja in logičnega povezovanja misli dvignila na visoko stopnjo originalnosti in dognanosti.
Višek njegovega filozofsko-glasbenega ustvarjanja naj bi predstavljal kolosalno, večdnevno stvaritev »Misterij«, nekako mistično, z glasbo spremljano dogajanje celotnega človeštva, ki bi iz tega prečiščenja izšlo obnovljeno. Orkester naj bi sestavljali tisoči glasbenikov. To kreacijsko pošast naj bi izvedli po možnosti v Tibetu, izjemoma pa morda v Angliji. Skupaj s toni in barvami naj bi tudi vkomponirane vonjave pripomogle k slovesnosti te mistične maše. Skratka, nekakšna apokalipsa, h kateri je komponiral že več prizorov. Vendar od njih ni ostalo ničesar, saj se je tako zelo zanesel na svoj izjemen spomin, da je vsako skladbo šele v duhu dokončano in brez najmanjše korekture napisal v partituri. Nenadna smrt je prekrižala njegove načrte in od njegovega »Misterija« so ostale le literarne beležke in opazke v razgovorih s prijatelji, katerim je pogosto tudi zaigral nezapisane odlomke.